# Euro Beach Soccer League 2006
L'Euro Beach Soccer League 2006 è la 9ª edizione di questo torneo.

## Calendario
| Data               | Paese                  | Città                       | Stage                |
| ------------------ | ---------------------- | --------------------------- | -------------------- |
| 2-4 giugno         | Austria (bandiera)     | Linz                        | Preliminari girone A |
| 9-11 giugno        | Polonia (bandiera)     | Poddębice                   | Preliminari girone B |
| 16-18 giugno       | Grecia (bandiera)      | Atene                       | Preliminari girone C |
| 23-25 giugno       | Russia (bandiera)      | Mosca                       | Preliminari girone D |
| 30 giugno-2 luglio | Paesi Bassi (bandiera) | Scheveningen                | Preliminari girone E |
| 14-16 luglio       | Austria (bandiera)     | Sankt Pölten                | Finale preliminari   |
| 24-25 luglio       | Italia (bandiera)      | San Benedetto del Tronto    | Stage 1              |
| 28-30 luglio       | Francia (bandiera)     | Tignes                      | Stage 2              |
| 4-6 agosto         | Spagna (bandiera)      | Palma de Mallorca           | Stage 3              |
| 17-19 agosto       | Portogallo (bandiera)  | Portimão                    | Stage 4              |
| 22-27 agosto       | Francia (bandiera)     | Plages du Prado (Marsiglia) | Finali               |

## Squadre partecipanti
- Austria
- Belgio
- Inghilterra
- Germania
- Grecia
- Paesi Bassi
- Polonia

- Russia
- Ucraina
- Svizzera
- Portogallo 1
- Italia 1
- Spagna 1
- Francia 1

1. Ammesse direttamente agli stage senza preliminari

## Preliminari

### Squadre ammesse
- Austria
- Belgio
- Inghilterra
- Germania
- Grecia

- Polonia
- Russia
- Svizzera
- Ucraina
- Paesi Bassi

### Girone A
| Team     | G | V | V+ | P | GF | GS | +/- | P |
| -------- | - | - | -- | - | -- | -- | --- | - |
| Svizzera | 3 | 3 | 0  | 0 | 18 | 8  | +10 | 9 |
| Polonia  | 3 | 2 | 0  | 1 | 11 | 10 | +1  | 6 |
| Belgio   | 3 | 1 | 0  | 2 | 11 | 17 | –6  | 3 |
| Austria  | 3 | 0 | 0  | 3 | 9  | 14 | –5  | 0 |

| Squadra 1 | Risultato | Squadra 2 |
| --------- | --------- | --------- |
| Belgio    | 4-3       | Austria   |
| Svizzera  | 4-1       | Polonia   |
| Svizzera  | 5-4       | Austria   |
| Polonia   | 5-4       | Belgio    |
| Polonia   | 5-2       | Austria   |
| Svizzera  | 9-3       | Belgio    |

### Girone B
| Team        | G | V | V+ | P | GF | GS | +/- | P |
| ----------- | - | - | -- | - | -- | -- | --- | - |
| Ucraina     | 3 | 2 | 0  | 1 | 14 | 10 | +4  | 6 |
| Polonia     | 3 | 1 | 1  | 1 | 17 | 8  | +9  | 5 |
| Grecia      | 3 | 1 | 0  | 2 | 14 | 23 | –9  | 3 |
| Inghilterra | 3 | 0 | 1  | 2 | 11 | 15 | –4  | 2 |

| Squadra 1   | Risultato | Squadra 2   |
| ----------- | --------- | ----------- |
| Polonia     | 11-2      | Grecia      |
| Ucraina     | 4-3       | Inghilterra |
| Grecia      | 8-4       | Inghilterra |
| Polonia     | 3-2 dts   | Ucraina     |
| Inghilterra | 4-3 dts   | Polonia     |
| Ucraina     | 8-4       | Grecia      |

### Girone C
| Team        | G             | V             | V+            | P             | GF            | GS            | +/-           | P             |               |
| ----------- | ------------- | ------------- | ------------- | ------------- | ------------- | ------------- | ------------- | ------------- | ------------- |
| Paesi Bassi | 2             | 2             | 0             | 0             | 9             | 6             | +3            | 6             |               |
| Inghilterra | 2             | 0             | 1             | 1             | 4             | 5             | –1            | 2             |               |
| Grecia      | 2             | 0             | 0             | 2             | 6             | 8             | –2            | 0             |               |
| Russia      | Disqualified1 | Disqualified1 | Disqualified1 | Disqualified1 | Disqualified1 | Disqualified1 | Disqualified1 | Disqualified1 | Disqualified1 |

Risultati annullati 1
| Squadra 1   | Risultato     | Squadra 2   |
| ----------- | ------------- | ----------- |
| Inghilterra | 2-2 (1-0 dcr) | Grecia      |
| Russia      | 3-2           | Paesi Bassi |
| Paesi Bassi | 6-4           | Grecia      |
| Russia      | 4-1           | Inghilterra |
| Russia      | 5-5 (2-3 dcr) | Grecia      |
| Paesi Bassi | 3-2           | Inghilterra |

### Gruppo D
Il gruppo D sarebbe stato composto dalle nazionali di Russia, Ukraina, Austria e Germania, ma è stata annullata a causa di una disputa tra la squadra nazionale russa e la sua federazione (RFS).
La RFS ha affermato di non aver concesso alla squadra nazionale il permesso di giocare come rappresentante ufficiale della Russia durante la terza fase ad Atene. La FIFA ha richiesto che tutte le squadre che partecipano ai tornei di qualificazione della Coppa del mondo debbano ottenere il permesso esplicito dell'associazione di calcio della loro nazione per rappresentare il loro paese in tali competizioni. Poiché la squadra nazionale russa non ha ottenuto l'autorizzazione dalla RFS, la RFS ha archiviato il problema con la FIFA al fine di annullare i risultati delle partite che coinvolgono la nazionale nello stage 3. A causa della controversia in corso, BSWW è stata costretta a cancellare la quarta fase che coinvolge e sarà ospitata in Russia.

### Girone E
| Team        | G | V | V+ | P | GF | GS | +/- | P |
| ----------- | - | - | -- | - | -- | -- | --- | - |
| Svizzera    | 3 | 2 | 0  | 1 | 14 | 5  | +9  | 6 |
| Paesi Bassi | 3 | 1 | 1  | 1 | 14 | 16 | –2  | 5 |
| Belgio      | 3 | 1 | 1  | 1 | 11 | 11 | 0   | 5 |
| Germania    | 3 | 0 | 0  | 3 | 5  | 12 | –7  | 0 |

| Squadra 1   | Risultato     | Squadra 2   |
| ----------- | ------------- | ----------- |
| Paesi Bassi | 7-6 dts       | Belgio      |
| Svizzera    | 5-0           | Germania    |
| Belgio      | 2-1           | Germania    |
| Svizzera    | 6-2           | Paesi Bassi |
| Belgio      | 3-3 (1-0 dcr) | Svizzera    |
| Paesi Bassi | 5-4           | Germania    |

### Classifica generale
| Pos | Team        | G             | V             | V+            | P             | GF            | GS            | +/-           | Media P       |               |
| --- | ----------- | ------------- | ------------- | ------------- | ------------- | ------------- | ------------- | ------------- | ------------- | ------------- |
| 1   | Svizzera    | 6             | 5             | 0             | 1             | 32            | 13            | +19           | 2.5           |               |
| 2   | Paesi Bassi | 5             | 3             | 1             | 1             | 23            | 22            | +1            | 2.2           |               |
| 3   | Ucraina     | 3             | 2             | 0             | 1             | 14            | 10            | +4            | 2.0           |               |
| 4   | Polonia     | 6             | 3             | 1             | 2             | 28            | 18            | +10           | 1.8           |               |
| 5   | Belgio      | 6             | 2             | 1             | 3             | 22            | 28            | –6            | 1.3           |               |
| 6   | Inghilterra | 5             | 0             | 2             | 3             | 15            | 20            | –5            | 0.8           |               |
| 7   | Grecia      | 5             | 1             | 0             | 4             | 20            | 31            | –11           | 0.6           |               |
| 8   | Austria     | 3             | 0             | 0             | 3             | 9             | 14            | –5            | 0             |               |
| 9   | Germania    | 3             | 0             | 0             | 3             | 5             | 12            | –7            | 0             |               |
|     | Russia      | Squalificata1 | Squalificata1 | Squalificata1 | Squalificata1 | Squalificata1 | Squalificata1 | Squalificata1 | Squalificata1 | Squalificata1 |

### Quarti di finale
| Squadra 1   | Risultato | Squadra 2   |
| ----------- | --------- | ----------- |
| Paesi Bassi | 4-3       | Grecia      |
| Ucraina     | 7-3       | Inghilterra |
| Austria     | 3-2       | Svizzera    |
| Polonia     | 12-4      | Belgio      |

### Semifinali

#### Vincenti
| Squadra 1 | Risultato | Squadra 2   |
| --------- | --------- | ----------- |
| Ucraina   | 3-1       | Paesi Bassi |
| Polonia   | 9-3       | Austria     |

#### Perdenti
| Squadra 1 | Risultato | Squadra 2   |
| --------- | --------- | ----------- |
| Svizzera  | 4-0       | Belgio      |
| Grecia    | 6-4       | Inghilterra |

### Finali

#### 7º-8º posto
| Squadra 1   | Risultato | Squadra 2 |
| ----------- | --------- | --------- |
| Inghilterra | 6-2       | Belgio    |

#### 3º-6º posto
| Squadra 1 | Risultato | Squadra 2   |
| --------- | --------- | ----------- |
| Svizzera  | 3-0       | Paesi Bassi |
| Grecia    | 10-5      | Austria     |

#### 1º-2º posto
| Squadra 1 | Risultato | Squadra 2 |
| --------- | --------- | --------- |
| Polonia   | 10-5      | Ucraina   |

### Classifica finale turno preliminare
| Rank | Team        |                                 |
| ---- | ----------- | ------------------------------- |
| 1    | Polonia     | Qualificate al turno successivo |
| 2    | Ucraina     | Qualificate al turno successivo |
| 3    | Svizzera    | Qualificate al turno successivo |
| 4    | Grecia      | Qualificate al turno successivo |
| 5    | Paesi Bassi |                                 |
| 6    | Austria     |                                 |
| 7    | Inghilterra |                                 |
| 8    | Belgio      |                                 |

## Formato fase finale
In questa fase, le squadre qualificate, si affronteranno in mini tornei ad eliminazione diretta che prevedono quarti, semifinali e finali.
In base alla posizione in ogni stage si otterranno dei punti che serviranno a stilare la classifica finale dalla quale usciranno le finaliste del campionato.
Questo il metodo di assegnazione dei punti:
| Posizione | Pnt |    | Posizione | Pnt |
| --------- | --- | -- | --------- | --- |
| 1º        | 12  | 5º | 4         |     |
| 2º        | 10  | 6º | 3         |     |
| 3º        | 8   | 7º | 2         |     |
| 4º        | 6   | 8º | 1         |     |

### Squadre qualificate
- Francia
- Italia
- Portogallo
- Spagna

- Grecia
- Polonia
- Svizzera
- Ucraina

## Stage 1

### Quarti di finale
| Squadra 1  | Risultato     | Squadra 2 |
| ---------- | ------------- | --------- |
| Italia     | 3-3 (1-0 dcr) | Grecia    |
| Svizzera   | 3-3 (3-2 dcr) | Francia   |
| Portogallo | 9-2           | Polonia   |
| Ucraina    | 3-2           | Spagna    |

### Semifinali

#### Vincenti
| Squadra 1 | Risultato     | Squadra 2  |
| --------- | ------------- | ---------- |
| Italia    | 4-4 (2-1 dcr) | Svizzera   |
| Ucraina   | 2-1 dts       | Portogallo |

#### Perdenti
| Squadra 1 | Risultato | Squadra 2 |
| --------- | --------- | --------- |
| Francia   | 5-2       | Grecia    |
| Spagna    | 4-1       | Polonia   |

### Finali

#### 7º-8º posto
| Squadra 1 | Risultato | Squadra 2 |
| --------- | --------- | --------- |
| Polonia   | 5-1       | Grecia    |

#### 5º-6º posto
| Squadra 1 | Risultato | Squadra 2 |
| --------- | --------- | --------- |
| Francia   | 5-3       | Spagna    |

#### 3º-4º posto
| Squadra 1  | Risultato | Squadra 2 |
| ---------- | --------- | --------- |
| Portogallo | 4-1       | Svizzera  |

#### 1º-2º posto
| Squadra 1 | Risultato | Squadra 2 |
| --------- | --------- | --------- |
| Italia    | 2-0       | Ucraina   |

### Classifica stage 1
| Posizione | Squadra    |                      |
| --------- | ---------- | -------------------- |
| 1         | Italia     | Vincitore            |
| 2         | Ucraina    | Secondo classificato |
| 3         | Portogallo | Terzo classificato   |
| 4         | Svizzera   |                      |
| 5         | Francia    |                      |
| 6         | Spagna     |                      |
| 7         | Polonia    |                      |
| 8         | Grecia     |                      |

## Stage 2

### Quarti di finale
| Squadra 1 | Risultato     | Squadra 2  |
| --------- | ------------- | ---------- |
| Grecia    | 3-3 (1-0 dcr) | Francia    |
| Spagna    | 6-5           | Svizzera   |
| Ucraina   | 6-5           | Portogallo |
| Polonia   | 6-3           | Italia     |

### Semifinali

#### Vincenti
| Squadra 1 | Risultato | Squadra 2 |
| --------- | --------- | --------- |
| Spagna    | 7-3       | Grecia    |
| Polonia   | 5-2       | Ucraina   |

#### Perdenti
| Squadra 1  | Risultato | Squadra 2 |
| ---------- | --------- | --------- |
| Francia    | 6-3       | Svizzera  |
| Portogallo | 7-5       | Italia    |

### Finali

#### 7º-8º posto
| Squadra 1 | Risultato | Squadra 2 |
| --------- | --------- | --------- |
| Svizzera  | 6-4       | Italia    |

#### 5º-6º posto
| Squadra 1 | Risultato | Squadra 2  |
| --------- | --------- | ---------- |
| Francia   | 3-2       | Portogallo |

#### 3º-4º posto
| Squadra 1 | Risultato | Squadra 2 |
| --------- | --------- | --------- |
| Grecia    | 3-2 dts   | Ucraina   |

#### 1º-2º posto
| Squadra 1 | Risultato     | Squadra 2 |
| --------- | ------------- | --------- |
| Polonia   | 5-5 (2-1 dcr) | Spagna    |

### Classifica stage 2
| Posizione | Squadra    |                      |
| --------- | ---------- | -------------------- |
| 1         | Polonia    | Vincitore            |
| 2         | Spagna     | Secondo classificato |
| 3         | Grecia     | Terzo classificato   |
| 4         | Ucraina    |                      |
| 5         | Francia    |                      |
| 6         | Portogallo |                      |
| 7         | Svizzera   |                      |
| 8         | Italia     |                      |

## Stage 3

### Quarti di finale
| Squadra 1  | Risultato     | Squadra 2 |
| ---------- | ------------- | --------- |
| Portogallo | 7-3           | Svizzera  |
| Francia    | 6-5           | Polonia   |
| Italia     | 5-5 (3-2 dcr) | Ucraina   |
| Spagna     | 4-2           | Grecia    |

### Semifinali

#### Vincenti
| Squadra 1  | Risultato | Squadra 2 |
| ---------- | --------- | --------- |
| Portogallo | 2-1       | Francia   |
| Spagna     | 3-2       | Italia    |

#### Perdenti
| Squadra 1 | Risultato | Squadra 2 |
| --------- | --------- | --------- |
| Polonia   | 9-4       | Svizzera  |
| Ucraina   | 5-2       | Grecia    |

### Finali

#### 7º-8º posto
| Squadra 1 | Risultato     | Squadra 2 |
| --------- | ------------- | --------- |
| Grecia    | 3-3 (1-0 dcr) | Svizzera  |

#### 5º-6º posto
| Squadra 1 | Risultato | Squadra 2 |
| --------- | --------- | --------- |
| Ucraina   | 4-2       | Polonia   |

#### 3º-4º posto
| Squadra 1 | Risultato | Squadra 2 |
| --------- | --------- | --------- |
| Francia   | 4-3       | Italia    |

#### 1º-2º posto
| Squadra 1 | Risultato | Squadra 2  |
| --------- | --------- | ---------- |
| Spagna    | 3-2       | Portogallo |

### Classifica stage 3
| Posizione | Squadra    |                      |
| --------- | ---------- | -------------------- |
| 1         | Spagna     | Vincitore            |
| 2         | Portogallo | Secondo classificato |
| 3         | Francia    | Terzo classificato   |
| 4         | Italia     |                      |
| 5         | Ucraina    |                      |
| 6         | Polonia    |                      |
| 7         | Grecia     |                      |
| 8         | Svizzera   |                      |

## Stage 4

### Quarti di finale
| Squadra 1  | Risultato | Squadra 2 |
| ---------- | --------- | --------- |
| Portogallo | 5-1       | Grecia    |
| Ucraina    | 3-1       | Francia   |
| Polonia    | 2-1       | Spagna    |
| Italia     | 3-1       | Svizzera  |

### Semifinali

#### Vincenti
| Squadra 1  | Risultato | Squadra 2 |
| ---------- | --------- | --------- |
| Portogallo | 5-2       | Ucraina   |
| Italia     | 6-3       | Polonia   |

#### Perdenti
| Squadra 1 | Risultato | Squadra 2 |
| --------- | --------- | --------- |
| Francia   | 5-2       | Grecia    |
| Spagna    | 6-2       | Svizzera  |

### Finali

#### 7º-8º posto
| Squadra 1 | Risultato | Squadra 2 |
| --------- | --------- | --------- |
| Svizzera  | 6-2       | Grecia    |

#### 5º-6º posto
| Squadra 1 | Risultato | Squadra 2 |
| --------- | --------- | --------- |
| Spagna    | 8-3       | Francia   |

#### 3º-4º posto
| Squadra 1 | Risultato | Squadra 2 |
| --------- | --------- | --------- |
| Ucraina   | 8-6       | Polonia   |

#### 1º-2º posto
| Squadra 1  | Risultato | Squadra 2 |
| ---------- | --------- | --------- |
| Portogallo | 3-2       | Italia    |

### Classifica stage 4
| Posizione | Squadra    |                      |
| --------- | ---------- | -------------------- |
| 1         | Portogallo | Vincitore            |
| 2         | Italia     | Secondo classificato |
| 3         | Ucraina    | Terzo classificato   |
| 4         | Polonia    |                      |
| 5         | Spagna     |                      |
| 6         | Francia    |                      |
| 7         | Svizzera   |                      |
| 8         | Grecia     |                      |

## Classifica generale
| Pos | Team       | G  | V | V+ | P | GF | GS | +/- | P  |
| --- | ---------- | -- | - | -- | - | -- | -- | --- | -- |
| 1   | Portogallo | 12 | 8 | 0  | 4 | 52 | 30 | +22 | 33 |
| 2   | Spagna     | 12 | 8 | 0  | 4 | 52 | 35 | +17 | 29 |
| 3   | Italia     | 12 | 3 | 3  | 6 | 42 | 45 | -3  | 29 |
| 4   | Ucraina    | 12 | 6 | 1  | 5 | 41 | 39 | +2  | 28 |
| 5   | Polonia    | 12 | 5 | 1  | 6 | 51 | 53 | –2  | 23 |
| 6   | Francia    | 12 | 7 | 0  | 5 | 45 | 39 | +6  | 19 |
| 7   | Grecia     | 12 | 0 | 3  | 9 | 27 | 53 | –26 | 12 |
| 8   | Svizzera   | 12 | 2 | 1  | 9 | 41 | 57 | –16 | 11 |

## Finali

### Squadre qualificate
- Portogallo
- Francia
- Italia
- Spagna
- Polonia
- Ucraina

#### Gruppo 1
| Team       | G | V | V+ | P | GF | GS | +/- | P |  |
| ---------- | - | - | -- | - | -- | -- | --- | - |  |
| Portogallo | 2 | 1 | 1  | 0 | 9  | 7  | +2  | 5 |  |
| Italia     | 2 | 1 | 0  | 1 | 12 | 11 | +1  | 3 |  |
| Francia    | 2 | 0 | 0  | 2 | 6  | 9  | −3  | 0 |  |

| Squadra 1  | Risultato     | Squadra 2 |
| ---------- | ------------- | --------- |
| Portogallo | 6-6 (1-0 dcr) | Italia    |
| Italia     | 6-5           | Francia   |
| Portogallo | 3-1           | Francia   |

#### Gruppo 2
| Team    | G | V | V+ | P | GF | GS | +/- | P |  |
| ------- | - | - | -- | - | -- | -- | --- | - |  |
| Spagna  | 2 | 2 | 0  | 0 | 10 | 7  | +3  | 6 |  |
| Polonia | 2 | 0 | 1  | 1 | 7  | 8  | −1  | 2 |  |
| Ucraina | 2 | 0 | 0  | 2 | 7  | 9  | −2  | 0 |  |

| Squadra 1 | Risultato | Squadra 2 |
| --------- | --------- | --------- |
| Spagna    | 5-4       | Ucraina   |
| Polonia   | 4-3 dts   | Ucraina   |
| Spagna    | 5-3       | Polonia   |

#### Semifinali
| Squadra 1  | Risultato | Squadra 2 |
| ---------- | --------- | --------- |
| Portogallo | 8-3       | Polonia   |
| Spagna     | 5-3       | Italia    |

#### Finale 3º posto
| Squadra 1 | Risultato     | Squadra 2 |
| --------- | ------------- | --------- |
| Polonia   | 2-2 (2-1 dcr) | Italia    |

#### Finale 1º posto
| Squadra 1 | Risultato | Squadra 2  |
| --------- | --------- | ---------- |
| Spagna    | 4-2       | Portogallo |

## Classifica Finale
| Pos | Team       |
| --- | ---------- |
| 1   | Spagna     |
| 2   | Portogallo |
| 3   | Polonia    |
| 4   | Italia     |
| 5   | Ucraina    |
| 6   | Francia    |